# Tandon Corporation

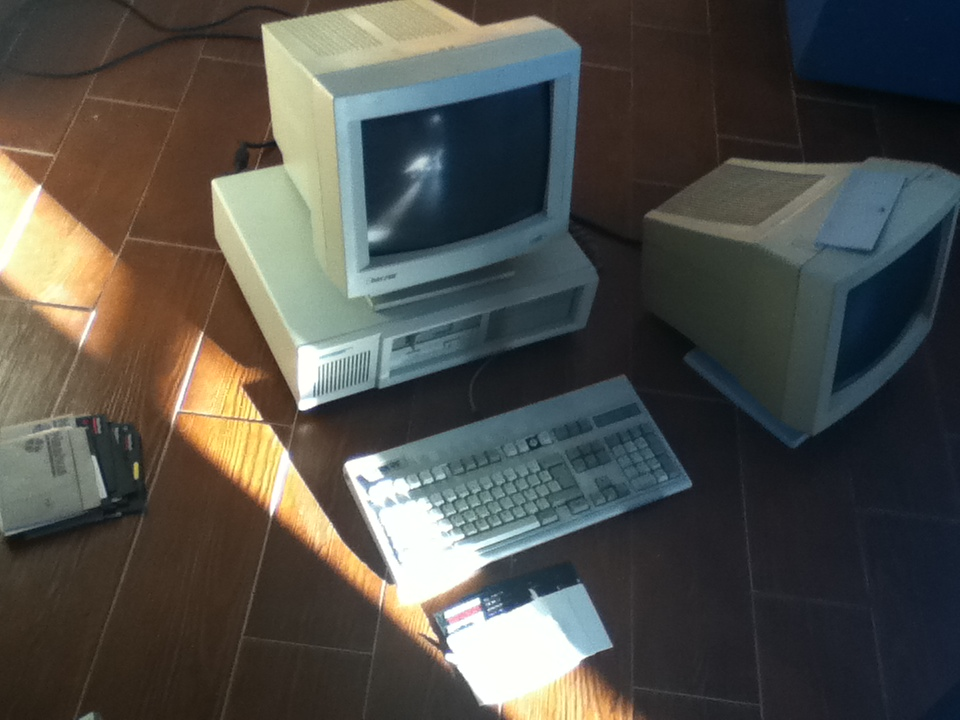
Tandon PCX, computadora fabricada por Tandon Corporation

Tandon Corporation fue un fabricante de PCs y discos duros poco conocido pero exitoso de los años 1980. Sus discos duros fueron conocidos por su fiabilidad y contaban con alguna solución extraíble innovadora para su época. Tandon fue comprada por Western Digital en 1988.

## PCX
El ordenador PCX fue creado en 1986 y estaba normalmente equipado con 256 KB de RAM, monitor de 80 columnas, 2 unidades de disco de 5 1/4, 1 disco duro de 10 MB, MS-DOS y GW-BASIC.
- Datos: Q3980779
- Multimedia: Tandon Corporation / Q3980779